# Consiglio di Stato (Grigioni)
Il Consiglio di Stato del Canton Grigioni (in romancio Regenza dal chantun Grischun, in francese Gouvernement du canton des Grisons ed in tedesco Regierung des Kantons Graubünden) è il governo del Canton Grigioni.